# Madame Bovary (film 1991)
Madame Bovary è un film del 1991 diretto da Claude Chabrol, con Isabelle Huppert nel ruolo della protagonista, Emma Bovary.
È una delle tante trasposizioni cinematografiche che sono state tratte dal romanzo omonimo di Gustave Flaubert.

## Premi e riconoscimenti
- 1992 - Premio Oscar
  - Nomination Migliori costumi a Corinne Jorry
- 1992 - Golden Globe
  - Nomination Miglior film straniero (Francia)
- 1991 - Festival cinematografico internazionale di Mosca
  - Silver George alla migliore attrice a Isabelle Huppert